# Martin Marković
Martin Marković (* 13. Januar 1996 in Zagreb) ist ein kroatischer Leichtathlet, der sich auf den Diskuswurf spezialisiert hat, aber auch im Kugelstoßen an den Start geht.

## Sportliche Laufbahn
Erste internationale Erfahrungen sammelte Martin Marković im Jahr 2013, als er bei den Jugendweltmeisterschaften in Donezk mit einer Weite von 20,54 m den vierten Platz mit der 5 kg schweren Kugel belegte und im Diskuswurf mit 56,52 m auf Rang neun gelangte. Im Jahr darauf siegte er bei den Juniorenweltmeisterschaften in Eugene mit 66,94 m mit dem 1,75-kg-Diskus und belegte mit der 6-kg-Kugel mit 19,57 m den sechsten Platz. 2015 gewann er dann bei den Junioreneuropameisterschaften in Eskilstuna mit 67,11 m die Silbermedaille mit dem Diskus und wurde im Kugelstoßen mit 19,71 m Fünfter. 2016 gewann er bei den Balkan-Meisterschaften in Pitești mit 60,05 m die Silbermedaille und im Jahr darauf schied er bei den U23-Europameisterschaften in Bydgoszcz mit 53,91 m in der Qualifikationsrunde aus. Anschließend nahm er an der Sommer-Universiade in Taipeh teil und gelangte dort mit 56,49 m auf den zehnten Platz. 2018 gewann er bei den U23-Mittelmeer-Meisterschaften in Jesolo mit 56,90 m die Silbermedaille hinter dem Zyprer Giorgos Koniarakis und anschließend klassierte er sich bei den Mittelmeerspielen in Tarragona mit 58,18 m auf dem sechsten Platz. 2020 gewann er bei den Balkan-Meisterschaften in Cluj-Napoca mit 58,31 m die Silbermedaille und im Jahr darauf sicherte er sich auch bei den Balkan-Meisterschaften in Smederevo mit 60,84 m die Silbermedaille. 2022 wurde er bei den Balkan-Meisterschaften in Craiova mit 61,25 m Fünfter und gewann anschließend bei den Mittelmeerspielen in Oran mit 62,49 m die Silbermedaille hinter dem Zyprer Apostolos Parellis, ehe er bei den Weltmeisterschaften in Eugene mit 60,59 m in der Qualifikationsrunde ausschied. Im August verpasste er bei den Europameisterschaften in München mit 60,30 m ebenfalls den Finaleinzug.
2023 wurde er bei der 2. Liga der Team-Europameisterschaft im Rahmen der Europaspiele in Chorzów mit 61,72 m Sechster. Anschließend siegte er mit einer Weite von 62,32 m bei den Balkan-Meisterschaften in Kraljevo, ehe er bei den Weltmeisterschaften in Budapest mit 61,88 m den Finaleinzug verpasste. Im Jahr darauf gewann er bei den Balkan-Meisterschaften in Izmir mit 59,94 m die Bronzemedaille hinter dem Rumänen Alin Firfirică und Apostolos Parellis aus Zypern. Kurz darauf verpasste er bei den Europameisterschaften in Rom mit 61,46 m den Finaleinzug. Im August schied er bei den Olympischen Sommerspielen in Paris mit 62,31 m ebenfalls in der Qualifikationsrunde aus.
In den Jahren von 2021 bis 2024 wurde Marković kroatischer Meister im Diskuswurf sowie von 2020 bis 2023 Hallenmeister im Kugelstoßen.

## Persönliche Bestleistungen
- Kugelstoßen: 17,70 m, 8. März 2015 in Split
- Diskuswurf: 65,69 m, 8. Juni 2023 in Budapest